# Live at the Isle of Wight Festival 1970 (The Moody Blues)
Live at the Isle of Wight Festival 1970 è un album dal vivo del gruppo rock The Moody Blues, uscito nel 2008.
Nel 2009 è stato pubblicato l'omonimo DVD.
Come suggerisce il titolo, il disco non è altro che la registrazione del concerto tenuto dalla band inglese durante il festival dell'Isola di Wight nel 1970, a cui presero parte tantissime band di spicco tra cui Jimi Hendrix, The Doors, The Who, Miles Davis, Jethro Tull, Emerson, Lake & Palmer, Sly & The Family Stone, Joni Mitchell, Joan Baez, Family, Free, ecc. per un totale di 5 giorni di musica e con un pubblico di oltre 600.000 persone.

## Tracce
1. Gypsy
2. The Sunset
3. Tuesday Afternoon
4. Minstrel's Song
5. Never Comes the Day
6. Tortoise and the Hare
7. Question
8. Melancholy Man
9. Are You Sitting Comfortably
10. The Dream
11. Have You Heard, Pts. 1 & 2
12. Nights in White Satin
13. Legend of a Mind
14. Ride My See-Saw

## Tracce DVD
1. Gypsy
2. Tuesday Afternoon
3. Never Comes the Day
4. Tortoise And the Hare
5. Question
6. The Sunset
7. Melancholy Man
8. Nights in White Satin
9. Legend of a Mind
10. Ride My See-Saw
11. Late Lament

## Formazione
- Justin Hayward: Chitarra/Voce
- John Lodge: Basso/Voce
- Michael Pinder: Tastiera/Voce
- Ray Thomas: Flauto/Voce
- Graeme Edge: Batteria/Voce